# レオ・ロダック
レオ・ロダック（Leo Rodak、1913年6月5日 - 1991年4月13日）は、アメリカ合衆国出身の元プロボクサー。イリノイ州シカゴ生まれ。元NBA世界フェザー級チャンピオン。

## 略歴
ウクライナ系。アマチュアでゴールデングローブ獲得など活躍後、1933年プロ入り。1938年12月29日、レオーネ・エフロチに判定勝ちして初代NBA世界フェザー級チャンピオンとなる。
1939年4月18日、ニューヨーク州公認世界同級王者ジョーイ・アーチボルトと王座統一戦を行い、判定で敗れ無冠となった。
1946年まで現役を続けた。

## 通算戦績
115戦78勝（6KO）26敗11引分け